# Kraj liberecki
Kraj liberecki (cz. Liberecký kraj) – jednostka podziału administracyjnego w północnych Czechach. Liczne zamki, pałace i jaskinie. Duże zalesienie. Główne miasto to Liberec.

## Podział administracyjny
Na region składa się 215 gmin, w tym 10 gmin z rozszerzonymi kompetencjami:
- Česká Lípa
- Frýdlant
- Jablonec nad Nysą
- Jilemnice
- Liberec
- Nový Bor
- Semily
- Tanvald
- Turnov
- Železný Brod

które po reformie administracyjnej od 1 stycznia 2003 stały się jednostkami podziału administracyjnego, zastępując w tej funkcji powiaty. Podział na powiaty zachowały nadal sądy, policja i niektóre inne urzędy państwowe. Został on również zachowany dla celów statystycznych.

Kraj liberecki dzieli się na 4 powiaty:
- Česká Lípa
- Jablonec nad Nysą
- Liberec
- Semily

## Komunikacja
Kraj liberecki należy do obszarów o największej gęstości sieci linii kolejowych w Europie. Do 2020 był jedynym regionem Republiki Czeskiej bez zelektryfikowanych kolei.
 
Główne osie transportu drogowego stanowią:
- droga krajowa I/10 wraz z autostradą D10
- droga krajowa I/35
- droga krajowa I/9
- droga krajowa I/13
- droga krajowa I/14

Przez obszar kraju prowadzą trasy europejskie E65 i E442.